# زبان یوغوری شرقی
یوغوری شرقی زبانی مغولی‌تبار است که توسط مردم یوغور گویش می‌شود. این زبان در تضاد با یوغوری غربی است که ترکتبار بوده و در همین جامعه تکلم می‌شود. امروزه حدود ۴٬۰۰۰ یوغور به این زبان سخن می‌گویند.